# Tadeusz Dobrowolski

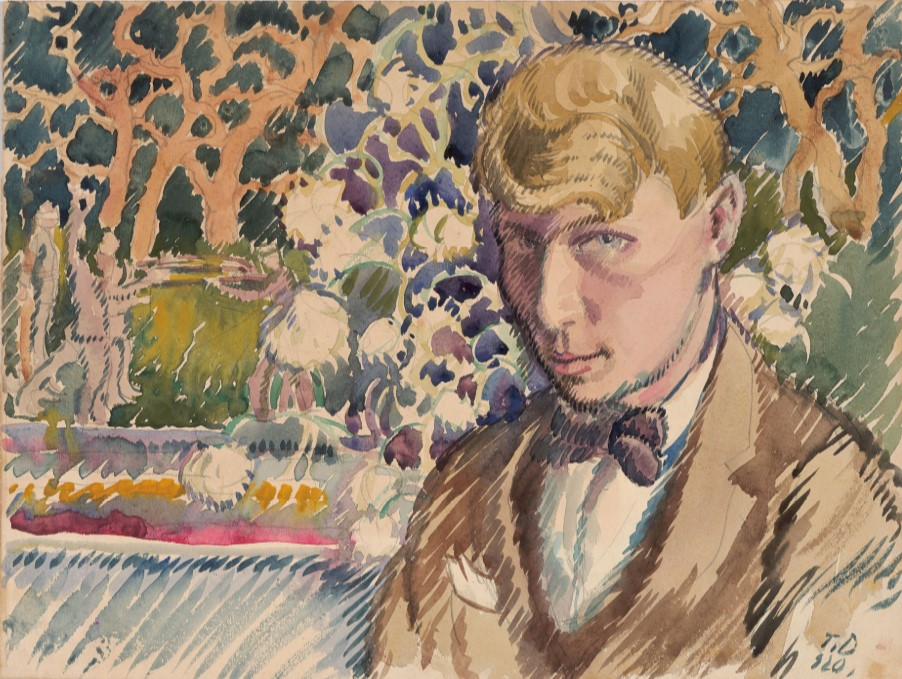
Autoportret z 1920 roku

Tadeusz Wincenty Dobrowolski (ur. 17 sierpnia 1899 w Nowym Sączu, zm. 7 marca 1984 w Krakowie) – polski historyk sztuki, profesor Uniwersytetu Jagiellońskiego, dyrektor Muzeum Miejskiego w Bydgoszczy, Muzeum Śląskiego w Katowicach i Muzeum Narodowego w Krakowie, członek Polskiej Akademii Umiejętności.

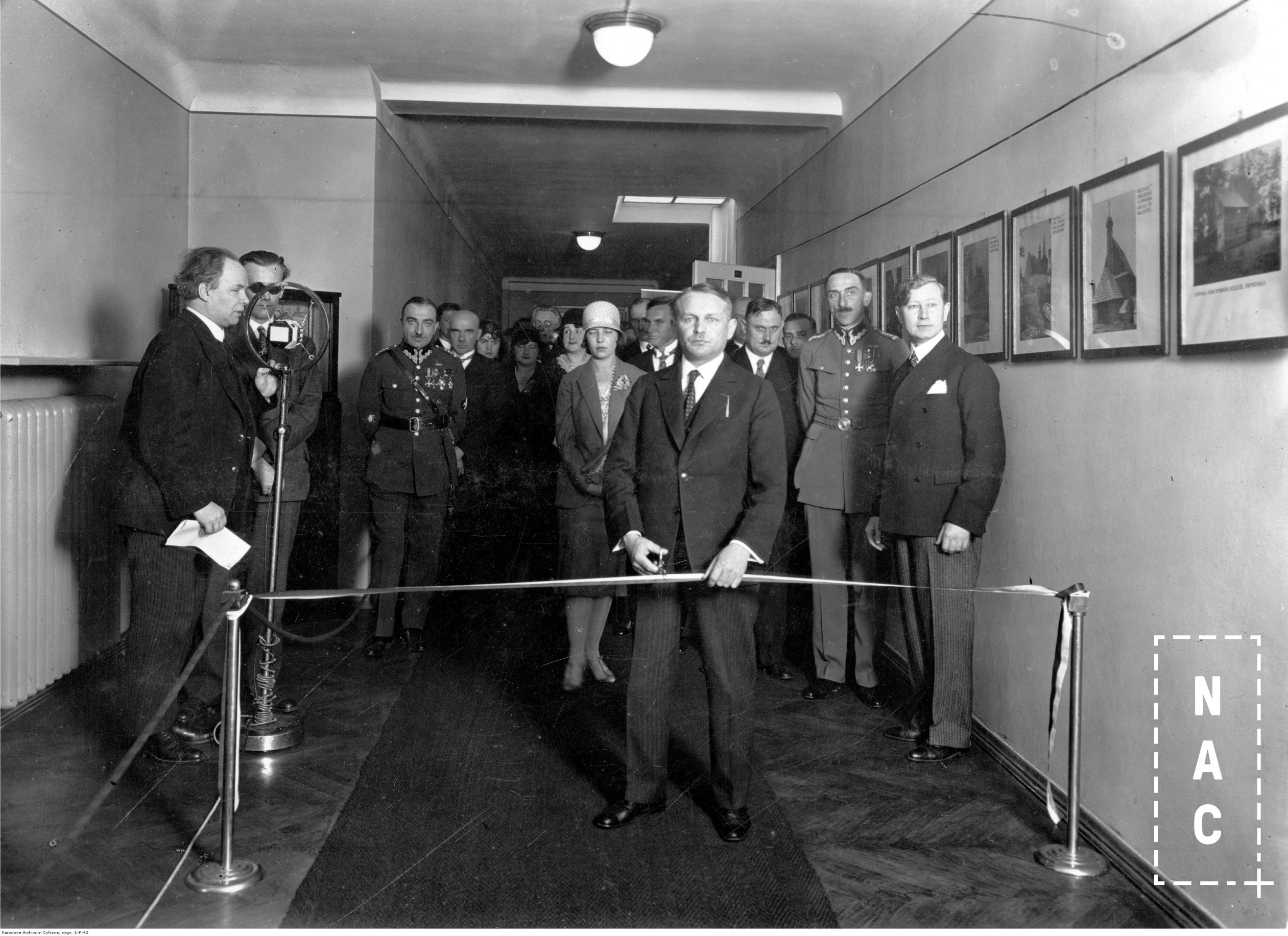
Przecinanie wstęgi przez wojewodę śląskiego dra Michała Grażyńskiego w dniu otwarcia Muzeum Śląskiego, styczeń 1929, widoczny również dyrektor muzeum Tadeusz Dobrowolski.

## Życiorys
Urodził się 17 sierpnia 1899 r. w Nowym Sączu, w rodzinie Piotra, urzędnika kolejowego, i Heleny ze Świerzbów. Jego bratem był Henryk Dobrowolski (1904–1985) – historyk, historyk sztuki, prezydent Krakowa w latach 1947–1950, poseł do Krajowej Rady Narodowej; potem poseł na Sejm Ustawodawczy (z ramienia PPR, potem PZPR). Był blisko spokrewniony również z Kazimierzem Dobrowolskim (1894–1987), etnologiem i socjologiem polskim, profesorem Uniwersytetu Jagiellońskiego, członkiem Polskiej Akademii Nauk; twórcą podstaw metody integralnej w badaniach socjologicznych. Ukończył gimnazjum klasyczne w Nowym Sączu. W 1917 r. zapisał się na Wydział Filozoficzny Uniwersytetu Jagiellońskiego i do Akademii Sztuk Pięknych w Krakowie. W tej ostatniej przez cztery lata uczęszczał na kurs malarstwa prowadzony przez Józefa Mehoffera. W czasie studiów za swoje obrazy otrzymał kilka razy nagrody doroczne. 
Służbę wojskową odbywał w 1 pułku strzelców pieszych, a następnie w 5 pułku piechoty Legionów. Jako żołnierz tego pułku brał udział w wojnie polsko-bolszewickiej 1920 r. 

### Okres międzywojenny
W latach 1920–1922 uczęszczał na ćwiczenia z muzeologii prowadzone przez Feliksa Koperę, dyrektora Muzeum Narodowego w Krakowie. W styczniu 1922 r. złożył na UJ egzamin nauczycielski, uprawniający do nauczania w szkołach średnich. 4 maja 1923 roku na podstawie rozprawy Thorwaldsen i rzeźba epoki pierwszego cesarstwa w Polsce został promowany na Uniwersytecie Jagiellońskim na stopień doktora filozofii z zakresu historii sztuki. 
W październiku 1922 r. został urzędnikiem Oddziału Sztuki i Kultury Województwa Krakowskiego w Krakowie. Pracę zawodową łączył z twórczością naukową. Jej owocem był szereg opracowań ogłoszonych drukiem w sprawozdaniach z czynności i posiedzeń Polskiej Akademii Umiejętności i w czasopiśmie „Przemysł, Rzemiosło i Sztuka”. 
Po ogłoszeniu w 1925 r. przez Magistrat miasta Bydgoszczy konkursu na stanowisko dyrektora Muzeum Miejskiego złożył swoją ofertę. Po pozytywnym zaopiniowaniu jego kandydatury przez profesorów: ks. Szczęsnego Dettloffa, Feliksa Koperę, Jerzego Mycielskiego, Juliana Pagaczewskiego, Stanisława Tomkowicza, w kwietniu 1925 r. został dyrektorem Muzeum Miejskiego w Bydgoszczy. W listopadzie 1925 r. był współorganizatorem bydgosko-poznańskiego ugrupowania artystycznego „Plastyka”. Jego pobyt w Bydgoszczy zaowocował m.in. opracowaniami o zabytkach sakralnych w Bydgoszczy oraz malowidłach w kościele parafialnym w Chełmnie. Perypetie wiążące się z jego nominacją sprawiły, iż zaczął poszukiwać nowej posady. 
W 1927 r. przeniósł się do Katowic, gdzie objął stanowisko dyrektora Muzeum Śląskiego i konserwatora okręgowego w Śląskim Urzędzie Wojewódzkim (odpowiednik dzisiejszego wojewódzkiego konserwatora zabytków). Na Górnym Śląsku rozwinął czynną działalność. Zreorganizował muzeum i wzbogacił je w wiele dzieł sztuki tego regionu, w zabytki sztuki ludowej i cenne dzieła malarstwa polskiego XIX i XX w., utworzył także osiem nowych działów. Do współpracy z Muzeum Śląskim zaprosił ludzi nauki, księży, prywatnych kolekcjonerów, nauczycieli, którzy deklarowali swoją czynną i bezinteresowną pomoc. Był członkiem szeregu stowarzyszeń kulturalno-oświatowych. Jego pobyt w Katowicach zaowocował licznymi opracowaniami, zwłaszcza z zakresu sztuki i malarstwa śląskiego.
Pracując w Katowicach był jednocześnie docentem na Uniwersytecie Jagiellońskim. Prowadził zajęcia z historii sztuki średniowiecznej, muzeologii i konserwacji zabytków. W latach 30. odbył podróże naukowe do Austrii, Belgii, Czechosłowacji, Francji, Jugosławii, Holandii, Niemiec, Węgier i Włoch. W 1936 r. habilitował się na Wydziale Filozoficznym UJ z historii sztuki średniowiecznej oraz muzeologii i konserwacji zabytków.

### II wojna światowa
6 listopada 1939 r. został aresztowany przez Niemców wraz z innymi pracownikami naukowymi uczelni krakowskich w ramach hitlerowskiej Sonderaktion Krakau i był więziony w Krakowie, we Wrocławiu i obozie w Sachsenhausen (listopad 1939 – luty 1940). Do Krakowa powrócił ze zmianami w płucach i ogólnie wyniszczonym organizmem. W czasie pobytu w obozie stracił wskutek rekwizycji mieszkanie wraz z cenną biblioteką i materiałami naukowymi. Do 1942 r. utrzymywał się z malowania portretów, później pracował jako biegły do spraw sztuki przy Sądzie Apelacyjnym i kierownik fabryki farb i lakierów. Przez kilka miesięcy wykładał historię sztuki na tajnym Wydziale Filozoficznym UJ. 

### Okres powojenny
Po zakończeniu II wojny światowej jako docent etatowy historii sztuki, profesor nadzwyczajny (1949) i profesor zwyczajny (1954) wykładał na Uniwersytecie Jagiellońskim historię sztuki polskiej XV–XIX w., sztukę Śląska, sztukę Krakowa i teorię sztuki (1945–1969). W latach 1949–1951 był kierownikiem katedry Historii i Teorii Sztuki, a w latach 1951–1969 kierownikiem Katedry Historii Nowoczesnej. 
W latach 1950–1956 był dyrektorem Muzeum Narodowego w Krakowie. Z jego inicjatywy przeprowadzono generalny remont Domu Jana Matejki w Krakowie (1953) oraz przebudowę Muzeum Czartoryskich i wnętrza pierwszego piętra Sukiennic. Pracował również w Państwowym Instytucie Sztuki w Warszawie. 
Do głównych jego osiągnięć naukowych w Polsce Ludowej należały: opracowanie pierwszej pełnej monografii kultury i sztuki Krakowa, zredagowanie polskiej monografii historii sztuki z pełną syntezą dziejów malarstwa polskiego, omówienie twórczości rzeźbiarskiej Antonia Canovy i Bertela Thorvaldsena oraz opracowanie syntezy dziejów sztuki polskiej od czasów najdawniejszych do współczesności.
W latach 1964–1984 był redaktorem czasopisma „Folia Historiae Artium”. Jako artysta i historyk sztuki zachwycał się malarstwem gotyku, renesansu i modernizmu, tolerował kubizm i formizm, odrzucał natomiast najbardziej awangardowe kierunki w sztuce XX w.
Od 1928 r. był członkiem zwyczajnym Poznańskiego Towarzystwa Przyjaciół Nauk, a od 1950 – członkiem korespondentem Polskiej Akademii Umiejętności oraz prezesem Zarządu Towarzystwa Przyjaciół Sztuki w Krakowie. W latach 1961–1968 był zastępcą przewodniczącego Komisji Teorii i Historii Sztuki Oddziału Polskiej Akademii Nauk w Krakowie.
Był wybitnym znawcą sztuki polskiej od jej zarania do czasów najnowszych, szczególnie zajmował się śląskim malarstwem ściennym i sztalugowym do początków XV w., rzeźbą i malarstwem gotyckim na Śląsku, śląskimi kościołami drewnianymi, sztuką Krakowa oraz polskim malarstwem portretowym, a także sztuką ludową.
Od 1925 r. był żonaty z Agnieszką Łucją Marią z Łada-Bieńkowskich, córką profesora archeologii klasycznej na Uniwersytecie Jagiellońskim Piotra Bieńkowskiego. Była ona muzeologiem, autorką prac o śląskim stroju ludowym; małżeństwo Dobrowolskich wspólnie opublikowało Strój, haft i koronka w województwie śląskim (1936).
Zmarł 7 marca 1984 r. w Krakowie, pochowany w grobowcu rodziny Łada-Bieńkowskich na cmentarzu Rakowickim (kwatera Pas 15).

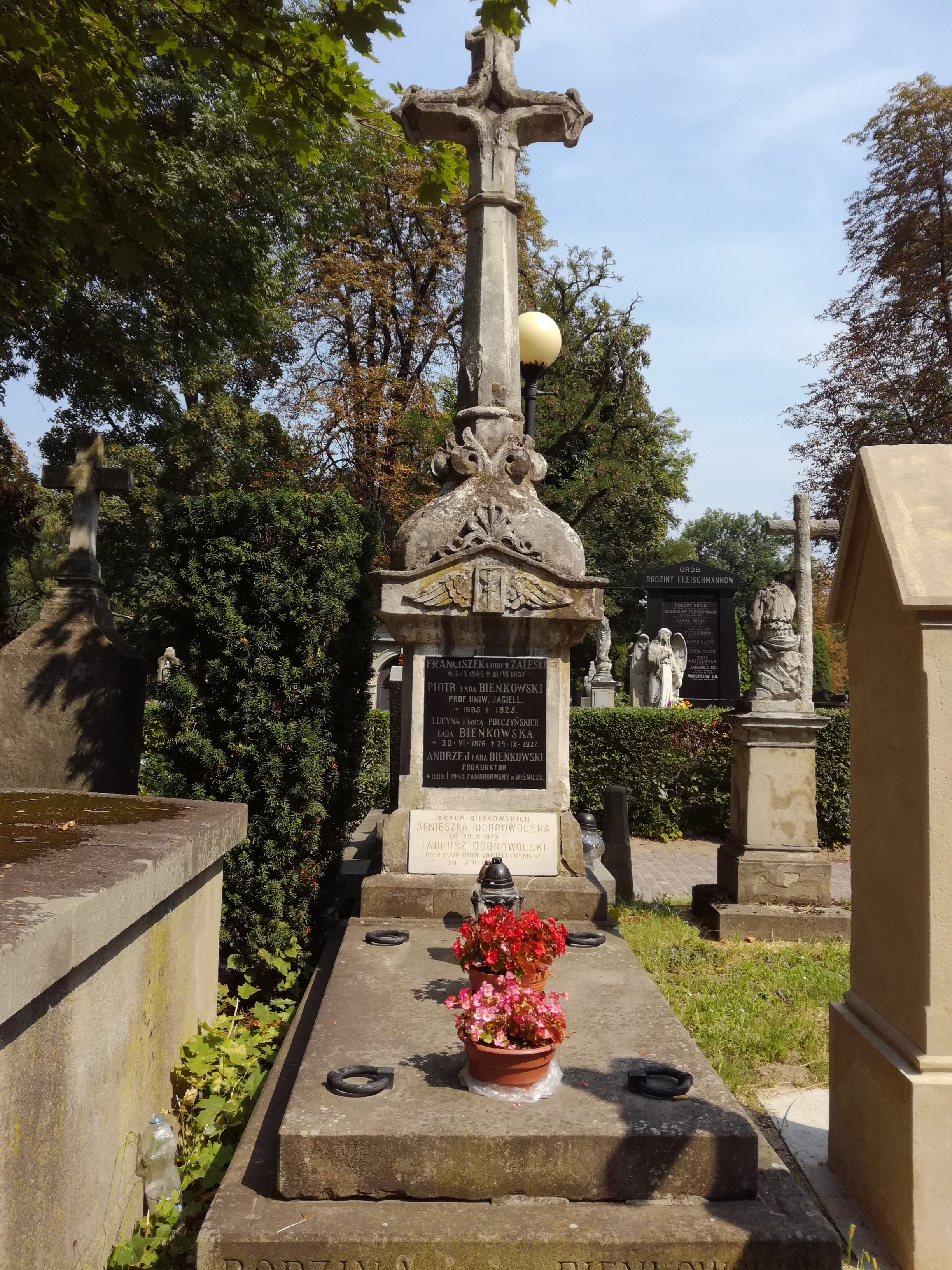
Grób prof. Piotra Bieńkowskiego i prof. Tadeusza Dobrowolskiego na cmentarzu Rakowickim w Krakowie

## Wybrane publikacje

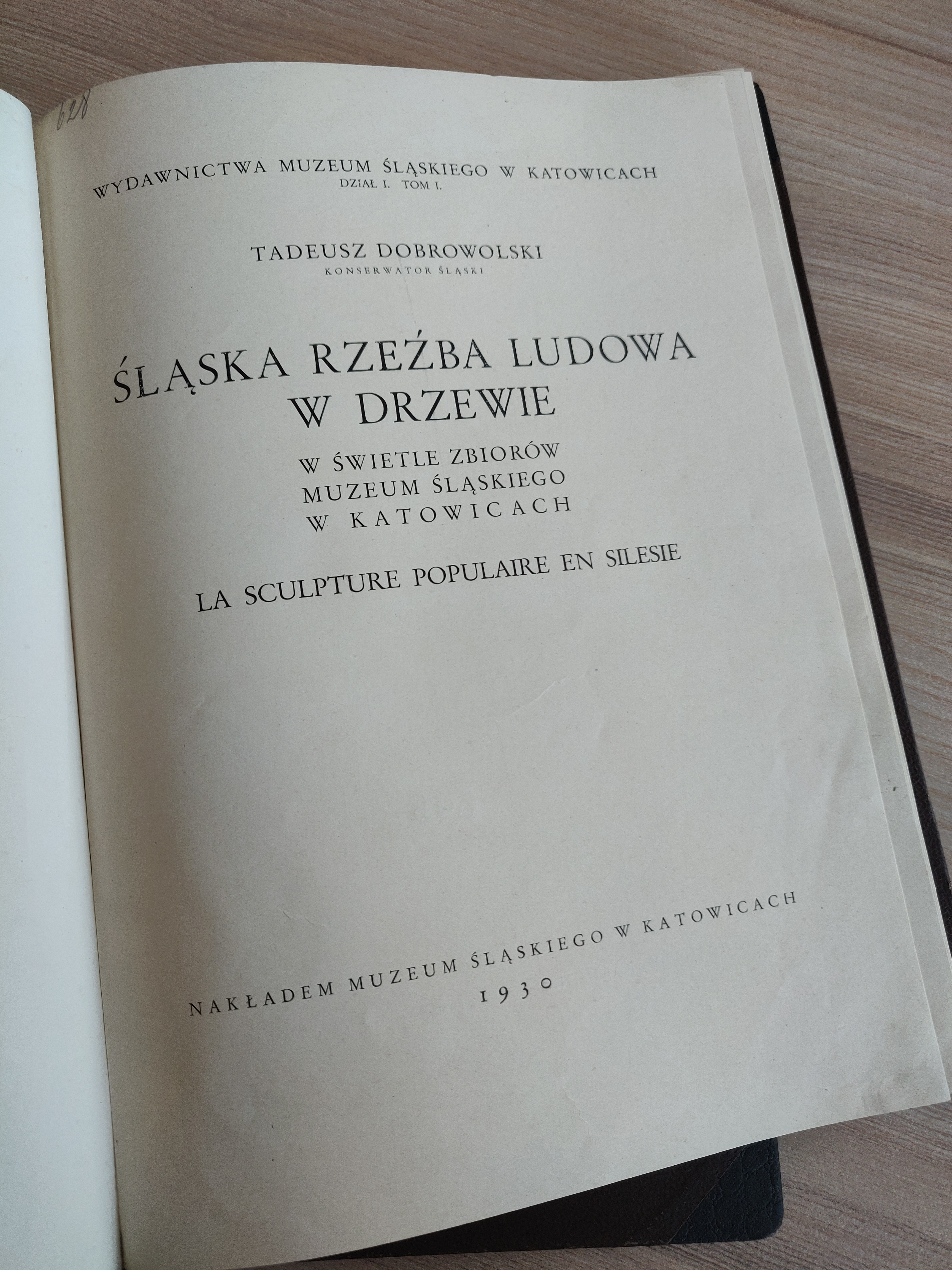
Strona tytułowa książki Śląska rzeźba ludowa w drzewie

- Rzeźba epoki pierwszego Cesarstwa w Polsce (1922)
- Studja nad średniowiecznem malarstwem ściennem w Polsce (1927)
- Dwa późnogotyckie zabytki bydgoskie (1927)
- Obrazy z życia i męki Pańskiej (1929)
- Śląska rzeźba ludowa w drzewie (1930)
- Gotyckie malowidła ścienne w kościele parafialnym w Chełmnie na Pomorzu (1933)
- Sztuka województwa śląskiego (1933)
- Strój, haft i koronka w województwie śląskim (1936)
- Śląskie malarstwo ścienne i sztalugowe do początku XV wieku (1936)
- Rzeźba i malarstwo gotyckie w województwie śląskim (1937)
- Muzealnictwo (1948, redaktor)
- Polskie malarstwo portretowe (1948)
- Sztuka na Śląsku (1948)
- Uwagi o średniowiecznej kulturze artystycznej Śląska (1948)
- Sztuka Krakowa (1950)
- Wit Stwosz. Ołtarz krakowski (1951)
- O twórczości malarskiej Piotra Michałowskiego (1956)
- Nowoczesne malarstwo polskie, tom I (1957)
- Nowoczesne malarstwo polskie, tom II (1960)
- Nowoczesne malarstwo polskie, tom III (1964)
- Sztuka Młodej Polski (1963)
- Historia sztuki polskiej w zarysie (1965, 3 tomy, redaktor)
- Rzeźba neoklasyczna i romantyczna w Polsce (1974)
- Sztuka polska (1974)
- Malarstwo polskie ostatnich dwustu lat (1976)

## Ordery i odznaczenia
- Krzyż Oficerski Orderu Odrodzenia Polski
- Krzyż Kawalerski Orderu Odrodzenia Polski (28 września 1954)[5]
- Złoty Krzyż Zasługi (11 listopada 1936)[6]
- Srebrny Wawrzyn Akademicki (5 listopada 1935)[7]
- Medal 10-lecia Polski Ludowej (15 stycznia 1955)[8]
- Medal im. Mikołaja Kopernika Polskiej Akademii Nauk (1972)
- Złota Odznaka „Za Pracę Społeczną dla miasta Krakowa” (27 października 1969)[9]

## Nagrody
- Nagroda Polskiej Akademii Umiejętności (1950)
- Nagroda Państwowa II stopnia (zespołowa) za zasługi naukowe w dziedzinie muzealnictwa w minionym dziesięcioleciu (1955)[10]
- Nagroda Miasta Krakowa za zasługi w dziedzinie konserwacji zabytków (1961)
- Nagroda Państwowa II stopnia za pracę pt. Nowoczesne malarstwo polskie (1764–1939) (1957–1964: 3 tomy)
- Nagroda Państwowa II stopnia (zespołowa) w zakresie nauk społecznych (1966)
- Nagroda Ministerstwa Oświaty i Szkolnictwa Wyższego za badania naukowe